# Charron (Charente-Maritime)
Charron – miejscowość i gmina we Francji, w regionie Nowa Akwitania, w departamencie Charente-Maritime.
Według danych na rok 1990 gminę zamieszkiwały 1512 osoby, a gęstość zaludnienia wynosiła 40 osób/km² (wśród 1467 gmin regionu Poitou-Charentes Charron plasuje się na 184. miejscu pod względem liczby ludności, natomiast pod względem powierzchni na miejscu 84.).